# Lans-en-Vercors
Lans-en-Vercors – miejscowość i gmina we Francji, w regionie Owernia-Rodan-Alpy, w departamencie Isère.
Według danych na rok 1990 gminę zamieszkiwało 1 451 osób, a gęstość zaludnienia wynosiła 38 osób/km² (wśród 2880 gmin regionu Rodan-Alpy Lans-en-Vercors plasuje się na 583. miejscu pod względem liczby ludności, natomiast pod względem powierzchni na miejscu 125.).